# Alexandre III (empereur de Russie)
 (octobre 2008).
Si vous disposez d'ouvrages ou d'articles de référence ou si vous connaissez des sites web de qualité traitant du thème abordé ici, merci de compléter l'article en donnant les références utiles à sa vérifiabilité et en les liant à la section « Notes et références ».
Pour les articles homonymes, voir Alexandre III.
Pour les autres membres de la famille, voir Maison Romanov.
Alexandre III de Russie (Alexandre Alexandrovitch Romanov, en cyrillique Алекса́ндр Алекса́ндрович Рома́нов), né le 26 février 1845 (10 mars dans le calendrier grégorien) et mort le 20 octobre 1894 (1er novembre dans le calendrier grégorien), est empereur de Russie, du 2 mars 1881 (14 mars dans le calendrier grégorien) jusqu'à sa mort. Il est le dernier empereur de Russie mort sur le trône.

## Jeunesse

### Le second fils d'AlexandreII

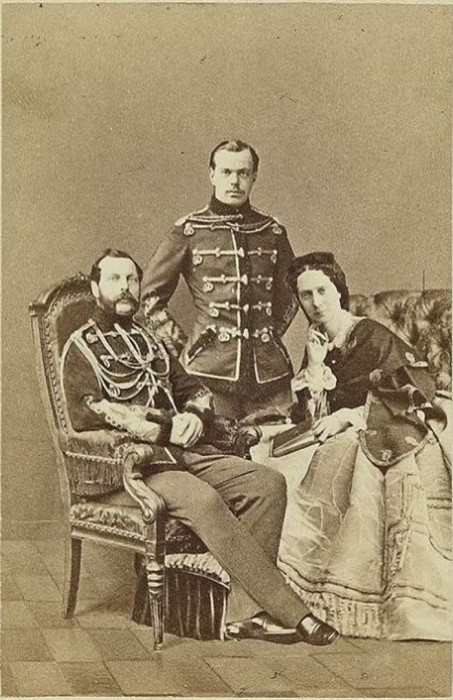
Alexandre III avec son père Alexandre II de Russie et sa mère Maria Alexandrovna.

Alexandre est le deuxième fils d'Alexandre II. Très tôt, sa personnalité tranche sur celle de son père, réputé libéral (il a notamment supprimé le servage en Russie).
Tandis que son frère aîné, Nicolas Alexandrovitch, reçoit une éducation soignée, Alexandre « s'ennuie à périr aux leçons de ses gouverneurs ». En vain ses professeurs Grott et Soloviov tentent-ils de l'intéresser à l'histoire de son pays, le civiliste Contantin Pobiédonostsev aux théories du droit et le général Dragomirov à la stratégie. Adolescent, il témoigne d'une force musculaire peu commune : « C'était l'Hercule de la famille. »
Par ailleurs, Alexandre désapprouve la liaison de son père avec Catherine Dolgorouki.

### Mariage (1866)

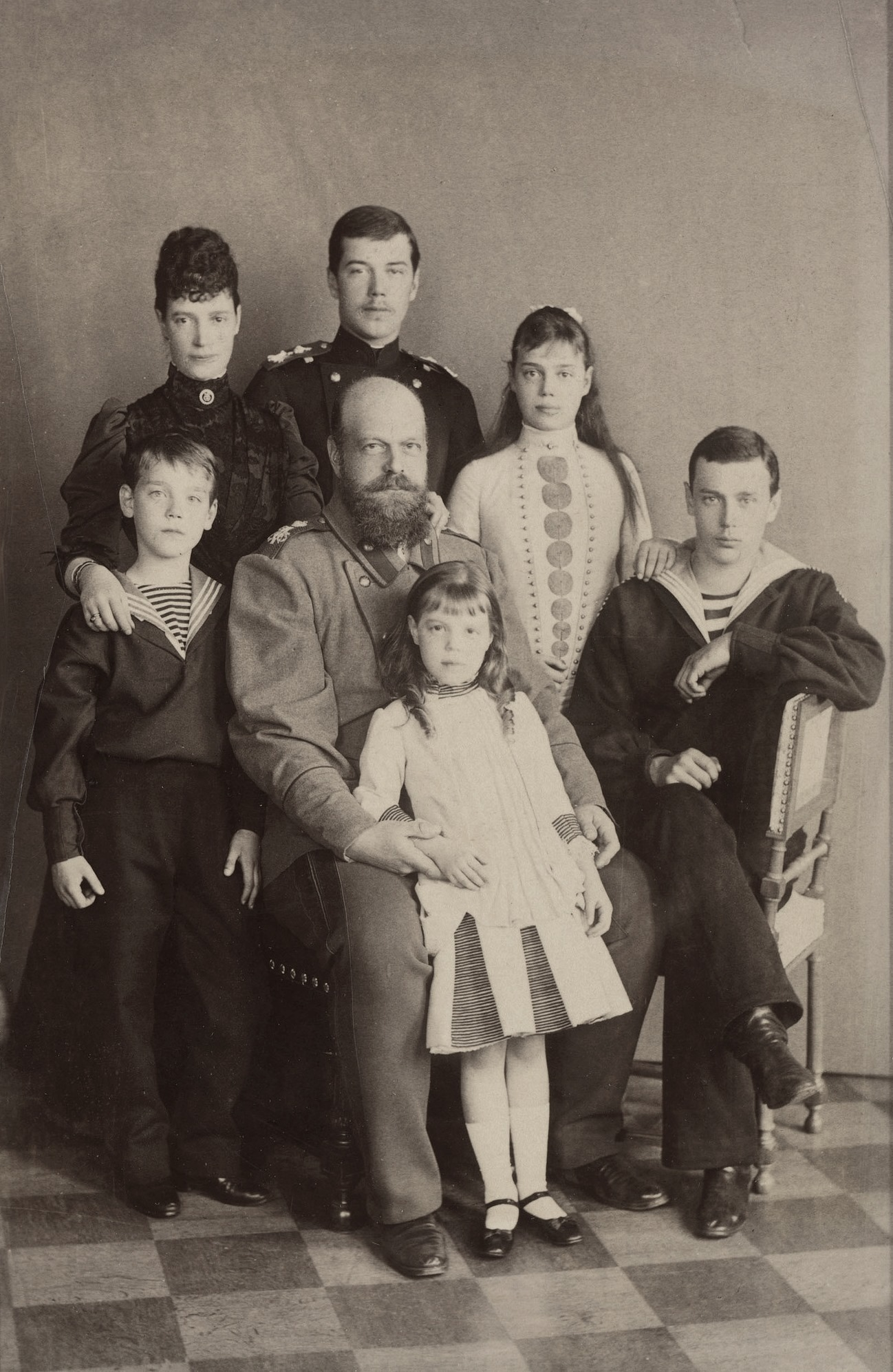
Sergueï Levitski, Alexandre III et sa famille, vers 1888-1889..

Sur son lit de mort, son frère aîné aurait émis le souhait que sa fiancée, la princesse Dagmar de Danemark (1847-1928), fille de Christian IX de Danemark et de Louise de Hesse, épouse son successeur.
Mais Alexandre aime une autre femme, la princesse Mechtcherski (1844-1868) et a l'intention de renoncer au trône pour l'épouser. Alexandre II après avoir tancé son fils l'envoie au Danemark au printemps 1866 demander la main de la princesse Dagmar. Le vœu de Nicolas est donc réalisé le 9 novembre 1866, date de la cérémonie de mariage.
Alexandre et Dagmar ont eu six enfants :
- Nicolas II (1868-1918), officiellement dernier empereur de Russie ;
- Alexandre Alexandrovitch (1869-1870) ;
- Georges Alexandrovitch (1871-1899) ;
- Xénia Alexandrovna (1875-1960), mariée en 1894 avec Alexandre Mikhaïlovitch (dit Sandro), grand-duc de Russie ;
- Michel Alexandrovitch (1878-1918), épouse morganatiquement en 1912 Natalia Cheremetievskaïa, titrée par la suite princesse Romanovskaïa-Brassova. Empereur Michel II pendant une journée en mars 1917, à la suite de l'abdication de son frère, il est assassiné en 1918 ;
- Olga Alexandrovna (1882-1960), mariée en 1901 avec Pierre, duc d'Oldenbourg (divorcés en 1916), remariée en 1916 avec Nicolas Koulikovski.

## Le tsarévitch (1865-1881)
De 1865 à 1881, Alexandre n'a pas de rôle important dans les affaires publiques, bien qu'il soit désormais héritier du trône de Russie. Depuis son mariage, il mène une vie retirée au palais Anitchkov. Toutefois, il manifeste à de nombreuses reprises son désaccord sur la politique menée par son père, l'empereur Alexandre II. Conscient de son manque de préparation, il se tourne vers son ancien précepteur Constantin Pobiédonostsev, juriste de l'université de Moscou connu pour son extrême conservatisme, et qui devient plus tard procureur général du Saint-Synode. Celui-ci répétait souvent : « Le salut de la Russie ne peut venir que de la Russie elle-même. »

### Le problème de l'influence étrangère
Alexandre désapprouve ce qu'il considère comme une « influence étrangère excessive », tout particulièrement en ce qui concerne l'influence allemande. Il souhaite que des principes exclusivement nationaux soient adoptés dans les sphères de l'État, afin que la mosaïque d'ethnies différentes qui compose son pays devienne un État homogène, tant dans le domaine religieux que linguistique ou administratif.
Son père Alexandre II ne cache pas de fortes sympathies allemandes, et utilise fréquemment l'allemand pour s'entretenir en privé. Il fonde ainsi sa politique étrangère sur une alliance avec la Prusse, première puissance allemande. Il ridiculise parfois les exagérations et les excentricités des Slaves.
La première manifestation publique de cet antagonisme est la guerre franco-prussienne de 1870. Le tsar soutient à cette occasion la Prusse, quand le tsarévitch montre quelques sympathies vis-à-vis de la France. En réaction à la défaite de Sedan, il note dans son journal : « Quelle effroyable nouvelle ! Mac Mahon détruit ! L'armée en déroute ! »

### La question d'Orient: nouveau désaccord
Le désaccord réapparaît de manière épisodique pendant les années 1875-1879, tandis que la question orientale provoque un certain émoi dans tous les échelons de la société russe, surtout au cours de la guerre russo-turque de 1877-1878.
Inspirés par les révoltes des chrétiens des Balkans, les Bulgares se révoltent contre le pouvoir ottoman au printemps 1876. Le sultan Abdülaziz réplique en envoyant 10 000 soldats irréguliers (les fameux bachi-bouzouks) qui commettent de nombreux massacres. Par solidarité, la Serbie et le Monténégro déclarent la guerre à la Turquie, le 1er juillet 1876, et sont écrasés par l'armée du nouveau sultan Abdul-Hamid, surnommé « le Sultan rouge ». Alexandre II, qui s'était assuré de la neutralité autrichienne, attaque le 21 avril 1877. Les Russes, aidés par les Roumains, traversent facilement le Danube, mais sont arrêtés à la forteresse de Plevna par Osman Pacha. Cette place forte tombe en décembre, après un long siège.
Les Russes continuent sur leur lancée, ils prennent Batoum ainsi que la forteresse de Kars en Arménie, et atteignent Trébizonde sur la mer Noire. Ils se dirigent aussi vers Constantinople et prennent Andrinople à quelques kilomètres. Cette expansion des troupes russes inquiète de nombreux gouvernements. L'Angleterre ne souhaite pas que la Russie s'empare des détroits. La paix est signée aux conditions du vainqueur par le traité de San Stefano, le 3 mars 1878.

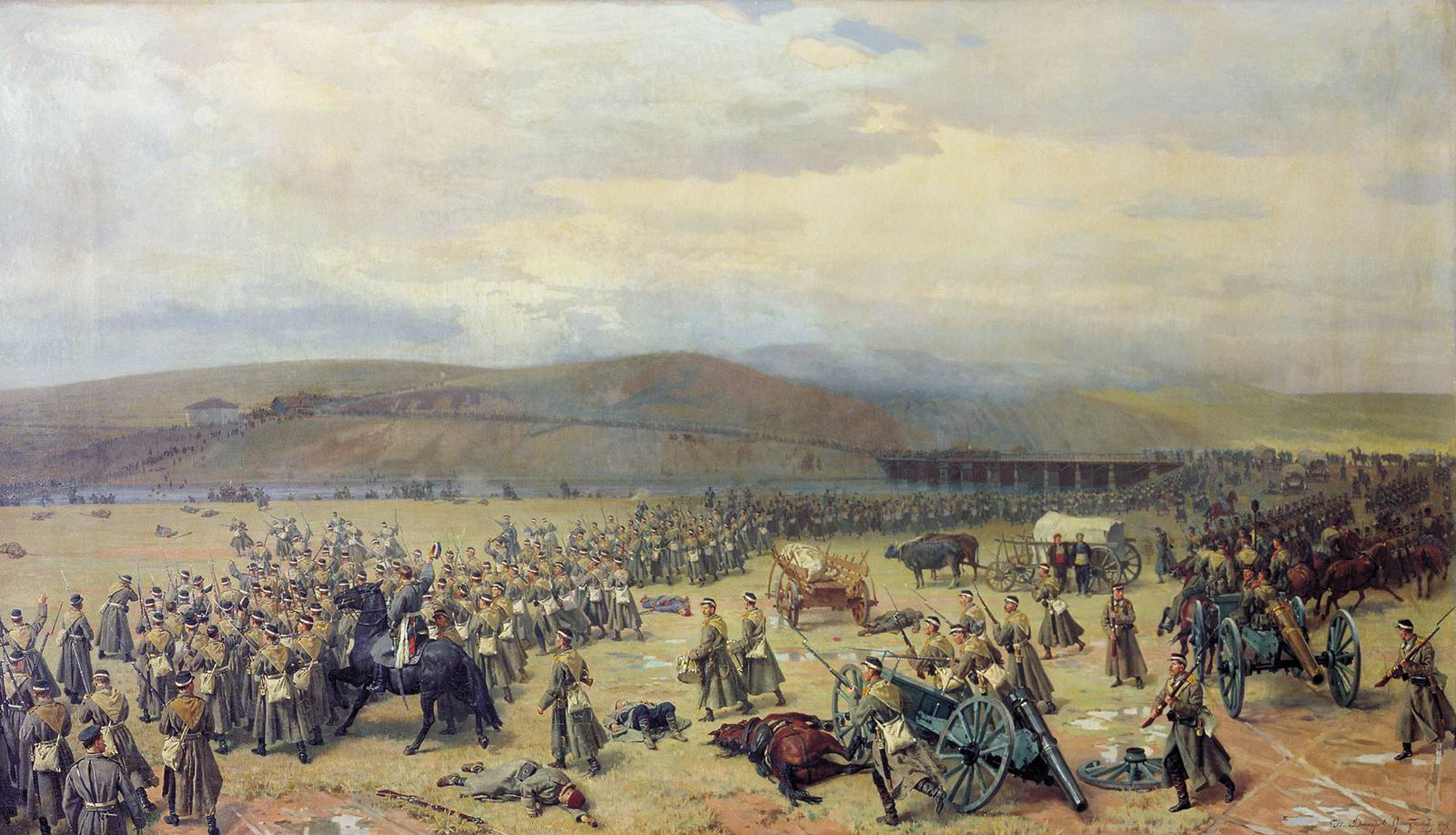
Le Dernier combat de Plevna (28 novembre 1877).

Au début du conflit, l'empereur nomme le grand-duc Nicolas Nicolaïevitch généralissime, ce qui est une grande déception pour le prince Alexandre qui espérait le poste. Alexandre paraît au départ plus slavophile que le gouvernement russe, mais sa nature flegmatique le préserve de nombre d'exagérations d'autres slavophiles. Ses propres observations à la tête de l'aile gauche de l'armée en Bulgarie dissipent rapidement les illusions populaires en vogue en Russie à propos des Bulgares. Ces derniers étaient en effet représentés à Saint-Pétersbourg comme des martyrs et des saints. Comme la plupart de ses camarades officiers, Alexandre a des difficultés à concevoir de l'affection pour les « petits frères » Bulgares. Observateur direct du conflit, Alexandre ne partage pas la mauvaise réputation que ses contemporains russes accordent aux Ottomans. Il se montre cependant discret sur ses opinions personnelles durant toute sa participation à la guerre.
Jamais consulté sur les questions politiques, le tsarévitch Alexandre montre une bonne tenue dans le cadre de ses devoirs militaires, qu'il remplit consciencieusement sans jamais faire obstruction aux ordres donnés. Il se rend compte toutefois de la nécessité de moderniser l'armée.

### Le congrès de Berlin (1878)
Après la guerre, le premier ministre britannique Benjamin Disraeli exige la révision du traité de San Stefano, et mobilise les réservistes pour intimider la Russie. La Russie espère qu'en échange du soutien russe lors de la création de l'Empire allemand, Bismarck aidera à résoudre la question d'Orient dans un sens favorable à la Russie.
Disraeli parvient à convaincre l'Autriche-Hongrie, et la plupart de ce que la Russie a obtenu dans le traité de San Stefano est sacrifié au congrès de Berlin, le chancelier allemand Bismarck ne voulant pas donner satisfaction à la Russie victorieuse. Bismarck se limite au congrès de Berlin à être un « courtier honnête » sans aider à la résolution de ce problème, à l'indignation générale de la cour russe. Peu de temps après, il conclut une alliance avec l'Autriche-Hongrie, dans le but de contrecarrer les desseins russes en Europe orientale, notamment dans les Balkans. De plus, ni l'Angleterre, ni l'Allemagne et l'Autriche ne veulent d'une Grande Bulgarie.
Le grand-duc Alexandre en tire la conclusion que la meilleure chose à faire pour la Russie est de réorganiser son armée et sa marine en vue de possibles affrontements futurs. À ces fins, il suggère un certain nombre de réformes.

### Les propositions de réformes
Durant sa campagne en Bulgarie, Alexandre observe la corruption et les graves désordres qui s'ensuivent dans l'administration militaire. De retour à Saint-Pétersbourg, il découvre de semblables abus au sein du ministère de la Marine. Il s'aperçoit que des personnages haut placés (comme deux grands-ducs) y sont impliqués. Son père, alerté, ne s'inquiète guère de ce que son fils lui montre. À cette époque, le tsar a perdu la plus grande partie de son courage réformateur, à l'œuvre durant la première décennie de son règne. En conséquence, les relations entre le père et le fils se tendent un peu plus.

### L'assassinat d'AlexandreII
Le 13 mars 1881, des terroristes de Narodnaïa Volia assassinent l'empereur Alexandre II. Durant les dernières années de son règne, Alexandre II, agacé par la propagande nihiliste et l'augmentation du nombre de conspirations anarchistes avait hésité entre renforcer l'autocratie ou faire des concessions aux aspirations de l'intelligentsia. Il s'était finalement décidé en faveur de la seconde solution ; le jour même de sa mort[réf. nécessaire], il signe un oukase créant un certain nombre de « commissions consultatives » qui auraient pu devenir des assemblées de notables.
En 1883, Tchaïkovski compose sa cantate Moscou pour le couronnement du nouvel empereur. Plus tard, Alexandre III commence la construction de la cathédrale Saint-Sauveur-sur-le-Sang-Versé en l'honneur de son père.

## Une politique intérieure réactionnaire

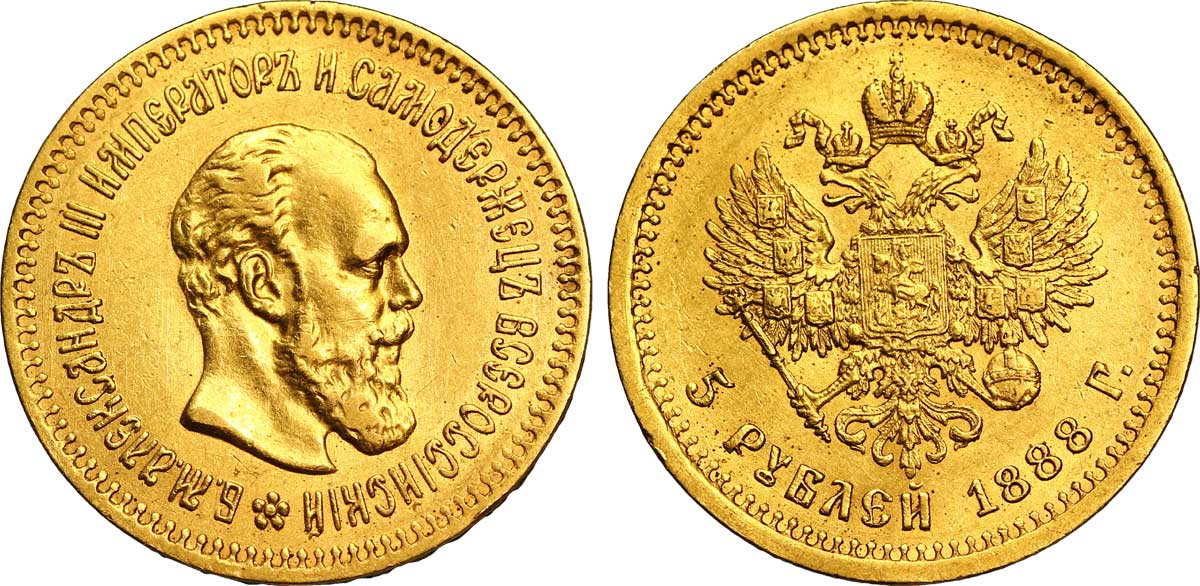
5 roubles à l'effigie du tsar Alexandre III (1888).

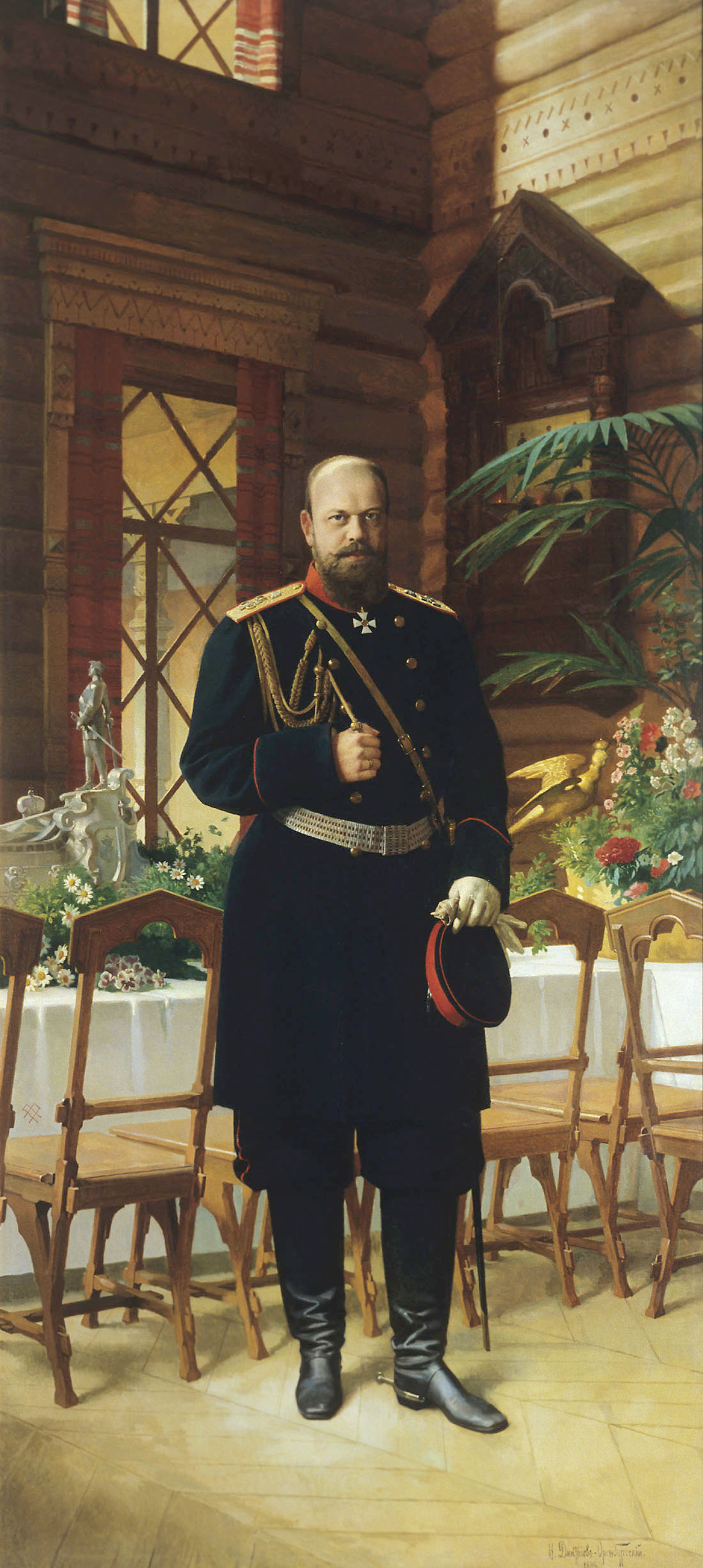
Portrait de l'empereur Alexandre III par Dmitriev-Orenbourgski, musée historique d'État de Moscou.

L'assassinat d'Alexandre II a pour résultat immédiat de remettre en question les projets de réformes en cours, que le nouveau souverain soumet, le 8 mars 1881, à un conseil des ministres spécialement convoqué pour la circonstance : s'y affrontent les partisans des réformes (soutenus par le comte Loris-Melikov), bientôt écartés du pouvoir, et les partisans de l'autocratie, menés par Constantin Pobiédonostsev, procureur du Saint-Synode, et ancien précepteur de l'empereur et le comte Dimitri Tolstoï, ministre de l'Éducation. Alexandre III se range à leur avis : il proclame dans le Manifeste du 29 avril 1881 que l'abandon du pouvoir autocratique porte en lui-même sa propre punition.

### Les règlements temporaires
Des règlements temporaires destinés à assurer la sécurité de l'État et l'ordre public sont promulgués à la fin de l'été 1881 dans plusieurs régions de l'Empire :
- les fonctionnaires reçoivent des pouvoirs étendus en matière de police et de presse ;
- toutes les libertés peuvent être suspendues par simple décret et les causes civiles portées devant les tribunaux militaires. Valable initialement trois ans, ce règlement provisoire est constamment renouvelé par la suite et reste en vigueur jusqu'à la fin du tsarisme.

En 1882 est créée la Section de protection de l'ordre et de la sécurité publique, plus connue sous le nom d'Okhrana : elle infiltre les petits groupes révolutionnaires d'agents provocateurs et en accélère la décomposition, qui se conclut en 1887 avec l'arrestation de 200 militants des cercles populistes à Moscou et d'un petit groupe d'étudiants à Saint-Pétersbourg qui préparait un attentat contre le tsar. Des apprentis terroristes, dont Alexandre Ilitch Oulianov (frère du futur Lénine), sont condamnés à mort et pendus.

### Les contre-réformes
Le gouvernement impérial publie également des contre-réformes destinées à restreindre la portée des changements intervenus sous Alexandre II.
La réforme judiciaire est démantelée. L'indépendance et l'inamovibilité des magistrats sont abolies en 1885 ; la publicité des débats judiciaires limitée en 1887. En 1889, les juges de paix élus sont remplacés par des représentants de la noblesse terrienne nommés par le ministère de l'Intérieur qui cumulent ainsi les fonctions de juges et d'administrateurs locaux.
Les autonomies provinciales et municipales sont affaiblies. Les lois de 1890 sur les zemstvos et de 1892 sur les villes élèvent considérablement le cens électoral et retirent aux zemstvos et aux doumas (assemblées) urbaines leurs compétences essentielles. Les décisions peuvent être supprimées par l'administration lorsqu'elles sont jugées inopportunes.
La réforme de l'enseignement est abolie. Les écoles primaires sont placées sous le contrôle de l'Église (1884) et le Statut des Universités de 1884 remplace celui de 1863 en mettant fin à leur autonomie ; les frais d'inscription sont triplés pour écarter des études les moins riches. En 1887, le ministre de l'Éducation Délianov ordonne d'« écarter des gymnases les enfants de cochers, laquais, cuisinières » qui ne peuvent devenir à l'école que des révoltés, d'où par dérision son surnom de circulaires des « enfants de cuisiniers ».

### La politique de russification

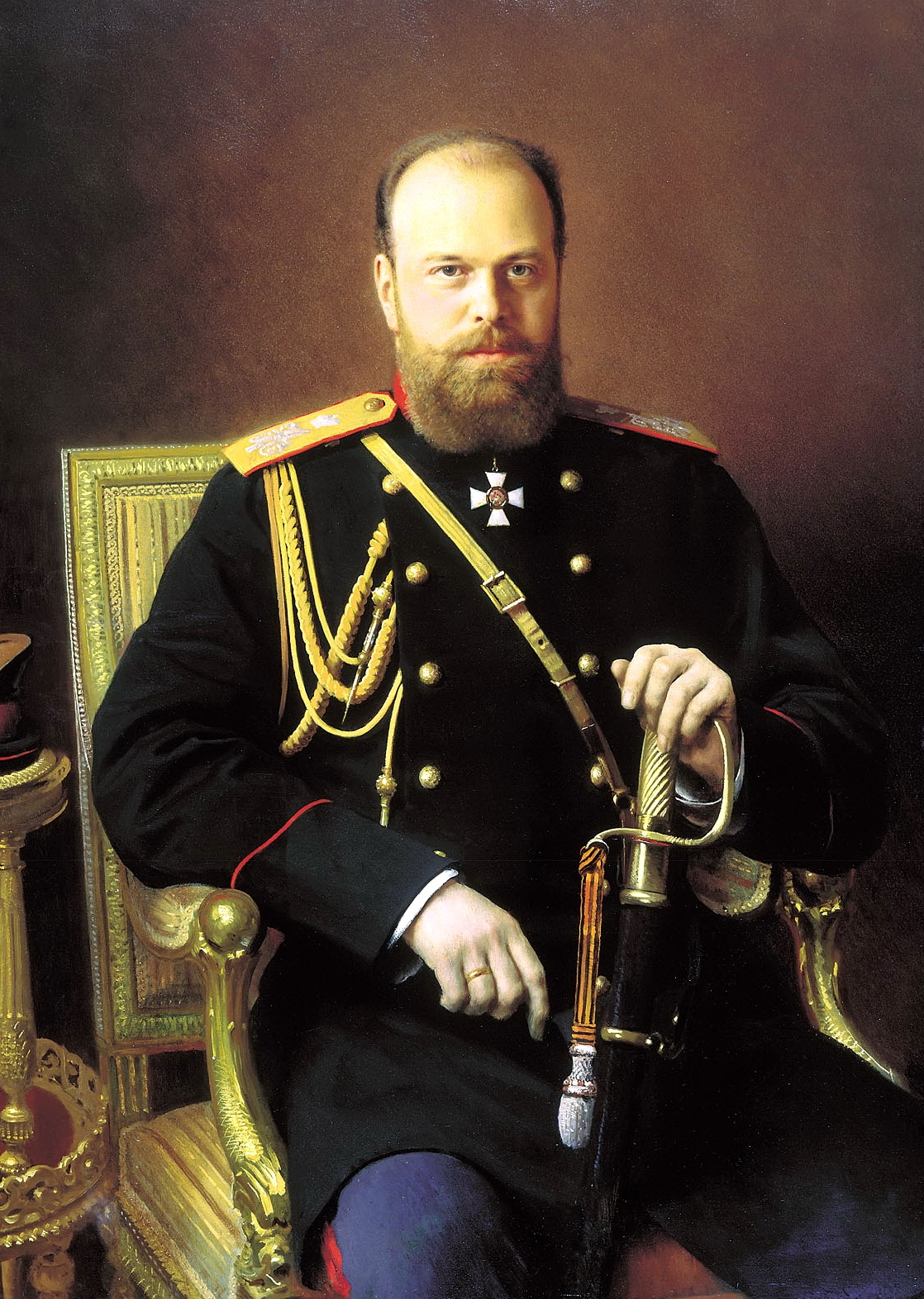
Portrait peint par Ivan Kramskoï en 1886.

La définition de l'État russe élaborée par Pobiédonostsev marque un durcissement du pouvoir politique russe à l'égard des peuples allogènes. La russification devient la politique dynastique officielle, bien après l'émergence des nationalismes ukrainien, finlandais, letton et autres. L'usage et la diffusion des langues nationales sont limités : le russe est rendu obligatoire dans l'enseignement et l'administration, notamment dans les régions considérées comme russes par leurs traditions culturelles et religieuses, comme l'Ukraine (ou « Petite Russie ») et la Biélorussie. Le russe devient ainsi la langue d'enseignement officielle dans les provinces baltes en 1887, et la célèbre université de Dorpat est contrainte de fermer en 1897 pour avoir continué à utiliser l'allemand, jusqu'alors une langue provinciale officielle. Parallèlement, une politique favorable à l'orthodoxie (problème des uniates, favoritisme à l'égard des fonctionnaires orthodoxes) est mise en place. En Pologne, des sièges épiscopaux catholiques restent vacants et le projet de russifier l'enseignement, abandonné ensuite, soulève les plus vives critiques.
Vis-à-vis des Arméniens, l'empereur inaugure une politique de répression en fermant les écoles confessionnelles arméniennes et, peu désireux que se développe un mouvement nationaliste aux frontières de l'Empire, réprime les activités des nationalistes arméniens en faveur des Arméniens de l'Empire ottoman. Il empêche notamment les tentatives d'infiltration à travers la frontière séparant les deux empires. Cette politique lui vaut la reconnaissance du sultan Abdülhamid II.
Les Juifs, considérés comme une « nationalité » à part et soumis à l'obligation d'habiter dans la zone de résidence en Pologne, Petite Russie, Russie blanche et quelques villes de Russie occidentale. Ils n'ont pas officiellement le droit de vivre à Moscou et doivent avoir une permission pour vivre dans la capitale Saint-Pétersbourg. La communauté juive est donc victime tout à la fois de l'antisémitisme d'État, concrétisé par les lois de mai en 1882 (ils servent de boucs émissaires pour détourner les mécontentements), et de l'antisémitisme populaire (sous des prétextes économiques ou religieux). Un numerus clausus est mis en place dans les universités pour limiter le nombre d'étudiants juifs, dans leur majorité hostiles au régime. En conséquence l’émigration juive vers les États-Unis s'accroît fortement à partir de 1880.
Ces mesures dressent contre l'Empire des franges importantes des populations allogènes : l'historien Hugh Seton-Watson (en) alla jusqu'à dire que la révolution de 1905 fut « autant une révolution des non-Russes contre la russification qu'une révolution des ouvriers, des paysans et des intellectuels extrémistes contre l'autocratie. Les deux révoltes étaient bien entendu liées : la révolution sociale ne fut jamais plus violente que dans les régions non russes, avec pour protagonistes des ouvriers polonais, des paysans lettons, et des paysans géorgiens. »

## L'essor économique
La Russie, restée essentiellement agricole, s'efforce de devenir rapidement une puissance industrielle. Le gouvernement favorisa cet essor par une politique protectionniste; pour protéger les droits de douane sur les machines, la houille et le fer importés. Serge de Witte, ministre des Communications puis des Finances à partir de 1892 sut par une habile politique financière attirer les capitaux étrangers en Russie, principalement français, et grâce aux emprunts (les fameux emprunts russes) contractés en France fit accélérer l'industrialisation, l'extraction minière et l'équipement ferroviaire du pays.

## Une politique étrangère contrastée

### Des désillusions dans les Balkans
Pendant que l'influence autrichienne se développait en Serbie (protectorat autrichien en 1881) et en Roumanie (protectorat autrichien en 1883), celle de la Russie s'affaiblissait en Bulgarie, demeurée principauté vassale de l'Empire ottoman depuis le congrès de Berlin.
Le souverain de cet État balkanique jouissant d'une large autonomie est jusqu'en 1886 le prince Alexandre de Battenberg (neveu de l'épouse de l'empereur Alexandre II) qui entend mener une politique indépendante. Sous la pression des nationalistes bulgares qui ne voulaient pas laisser leur pays devenir un satellite de la Russie, Battenberg doit congédier des généraux russes conseillers du gouvernement bulgare. La Russie organise donc un coup d'État pour le renverser, au grand mécontentement des Bulgares. Alexandre de Battenberg est remplacé après des négociations entre les puissances en juin 1887 par Ferdinand de Saxe-Cobourg (dont la famille est alliée à la fois à l'Allemagne et à l'Angleterre) qui se tourne finalement vers les Empires centraux. C'est une victoire pour l'Autriche et son alliée l'Allemagne, et une évidente défaite diplomatique de la Russie.

### Des frictions avec l'Angleterre en Asie centrale
La Russie achève sous le règne d'Alexandre III la conquête de l'Asie centrale : elle annexe en 1884 la région des Turkmènes de Merv et le Pamir en 1885, ce qui lui ouvre la route de l'Afghanistan et des Indes.
Cette occupation entraîne de nouvelles négociations avec la Grande-Bretagne : les deux pays se mettent d'accord pour fixer la frontière et délimiter les zones d'influence, la Russie au nord et la Grande-Bretagne au sud, dessinant sur les cartes le bec de canard de Wakham entre les possessions russes et les Indes britanniques.

### Le rapprochement avec la France

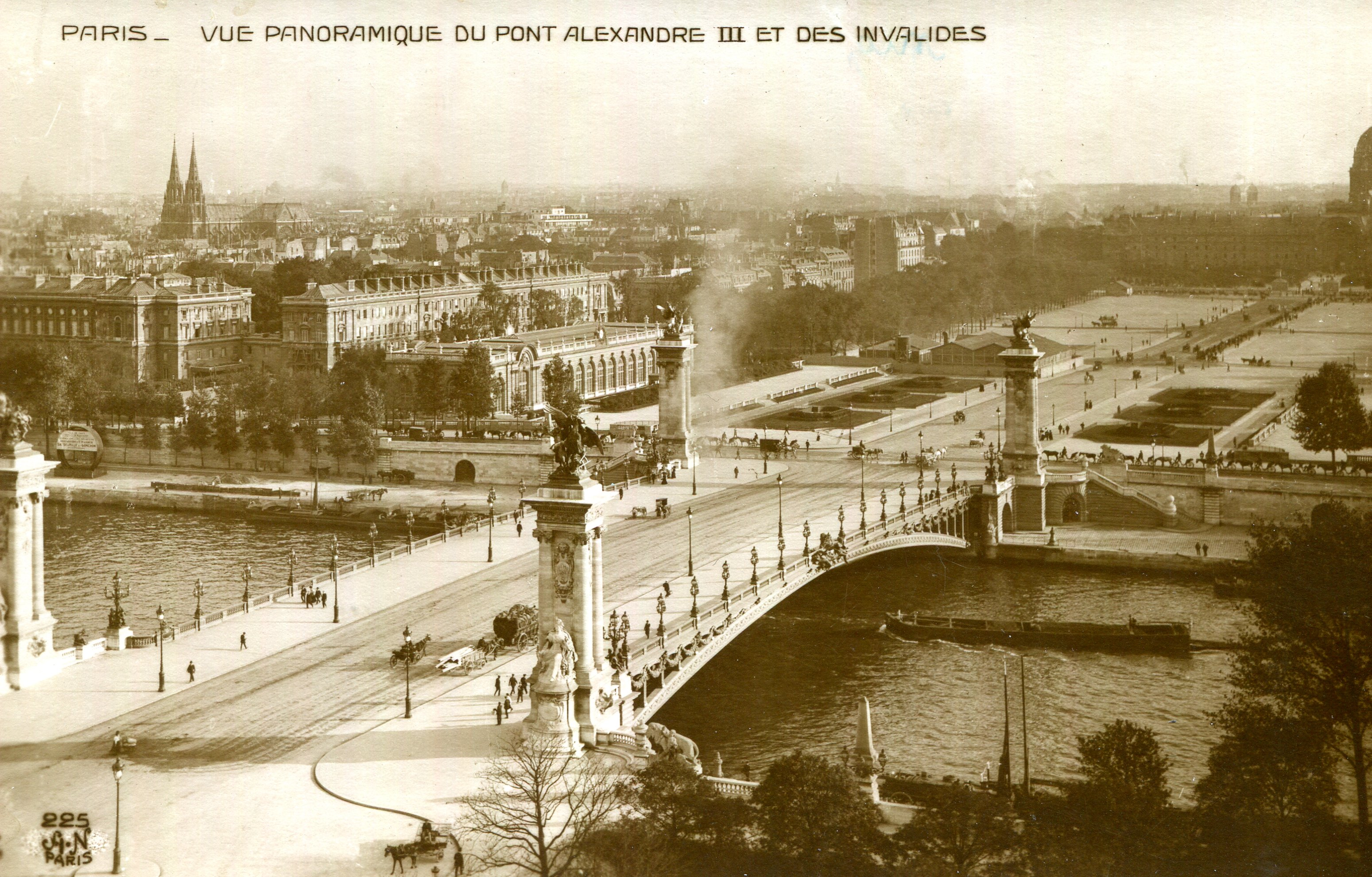
Le pont Alexandre-III à Paris (1897-1900).

L'aspect le plus spectaculaire de la politique extérieure au cours du règne d'Alexandre III est un renversement des alliances militaires, la Russie s'éloignant des empires centraux pour se rapprocher de la République française.
Ce rapprochement s'opère à partir de 1888-1890, et les désillusions russes des Balkans. Alexandre III et ses ministres n'éprouvent aucune sympathie particulière pour le régime de la France républicaine, mais le tsar — qui parle couramment français — est conscient du rôle géostratégique de la France, et de l'absence d'intérêts antagonistes entre les deux régimes. D'autre part le pays a besoin de capitaux pour financer son industrialisation naissante, et seule la France est capable de les lui fournir. La France, totalement isolée diplomatiquement depuis vingt ans par Bismarck et la défaite de 1870, y voit un grand intérêt. Lorsque Guillaume II refuse de signer le traité de réassurance en 1890 avec la Russie, la voie est libre pour une nouvelle alliance.
Les deux gouvernements signent en 1891 un accord politique proclamant leur entente et leur décision de se consulter en cas de menace sur la paix. Le 23 décembre 1891 est signée avec la manufacture d'armes de Châtellerault une commande de 500 000 fusils « Mossine-Nagant » (dérivé notamment du Lebel). Une convention militaire secrète est signée un an plus tard. L'Alliance franco-russe de 1893, à Paris, avec le président de la République française Sadi Carnot et son ministre de la Marine Henri Rieunier se poursuit avec le président Félix Faure en 1896 et continue jusqu'en 1917.
Le pont Alexandre-III, franchissant la Seine à Paris, est destiné à symboliser l'amitié franco-russe conclue entre le tsar Alexandre III et le président de la République Sadi Carnot. La première pierre est posée par son fils, Nicolas II, en 1896 et il est inauguré en 1900 à l'occasion de l'Exposition universelle de Paris.

## Sa mort

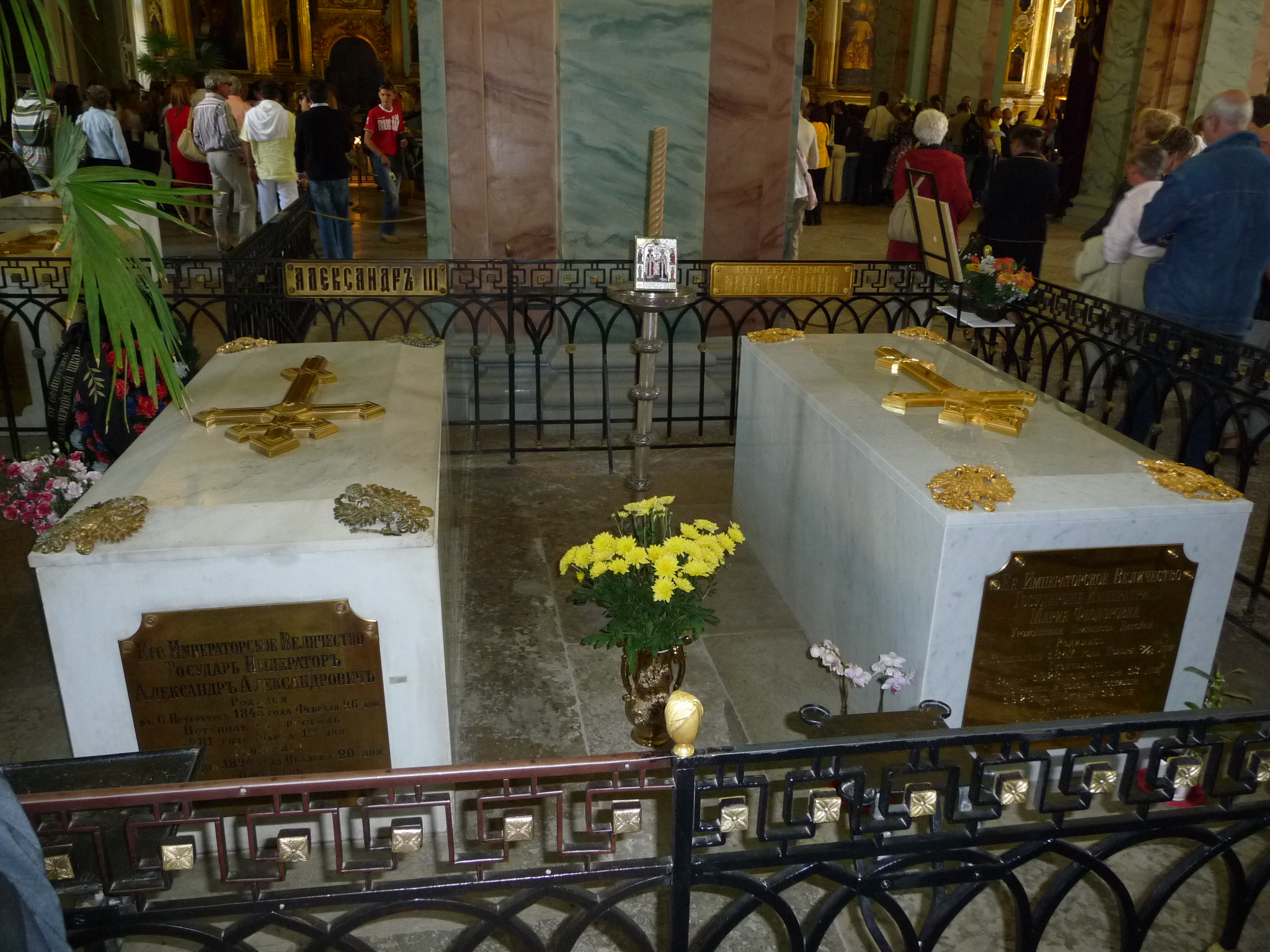
À gauche se trouve le tombeau d'Alexandre III de Russie et à droite le tombeau de son épouse Dagmar de Danemark (Maria Fiodorovna), inhumée dans la cathédrale en 2005 (les bronzes ornant le tombeau sont plus brillants car plus récents).

Après un règne de treize années, et sans doute affaibli par les suites de l'accident de train de Borki (où il aurait soutenu le toit effondré de son wagon le temps que sa famille en sorte), Alexandre III meurt d'une néphrite à Livadia le 1er novembre 1894. Son fils Nicolas Alexandrovitch lui succède sous le nom de Nicolas II.
Son épouse, morte en exil en 1928, est inhumée au Danemark, son pays d'origine, avant d'être transférée le 26 septembre 2006 aux côtés de son mari à la cathédrale Pierre-et-Paul de Saint-Pétersbourg.

## Distinctions
- Ordre de Saint-André :

Monogramme de l'empereur Alexandre III de Russie.

- Ordre de Saint-Alexandre Nevski :
- Ordre de l'Aigle blanc :
- Ordre de Saint-Vladimir (1re classe) :
- Ordre de Saint-Georges (1re classe) :
- Ordre de Sainte-Anne (1re classe) :
- Ordre de Saint-Stanislas :
- Ordre du Mérite (Prussien) :
- Ordre de l'Éléphant :
- Ordre de Dannebrog :
- Chevalier de l'ordre national de la Légion d'honneur :
- Ordre de la Toison d'or :
- Commandeur de l'ordre des Séraphins :
- Ordre de l'Annonciade :
- Officier de l'ordre de Léopold :
- Ordre de l'Étoile de Roumanie :
- Ordre du Soleil levant (1re classe) :
- Chevalier de l'ordre souverain de Malte
- Commandeur de l'ordre de la Croix du Sud :
- Ordre portugais de la Tour et de l'Épée :

## Généalogie
Alexandre III de Russie appartient à la maison des Romanov, issue de la première branche de la maison d'Oldenbourg-Russie (Holstein-Gottorp-Romanov), issue de la première branche de la maison d'Holstein-Gottorp, elle-même issue de la première branche de la maison d'Oldenbourg.